# 쿠프리얀 키르키시
쿠프리얀 오시포비치 키르키시(러시아어: Куприян Осипович Киркиж, 1886년 11월 29일 ~ 1932년 5월 24일)는 벨라루스의 혁명가이자 소련의 정치인으로 1927년부터 1929년 4월까지 우즈베키스탄 공산당의 제2차 총서기장을 역임했다.

## 생애
소작농 가정에서 태어난 그는 1901년에 비쳅스크주의 제지 공장에서 노동자가 되었다. 그리고 나서 그는 리가로 이주하여 에두아르트 브룬스 & 코 제지 공장에서 일하기 시작했다.
키르키시는 1910년에 RSDLP의 볼셰비키 파벌에 합류했다. 그는 처음에 RSDLP의 비뎁스크 위원회의 일원이었고 리가에서 지하 정당 활동에 적극적이었다. 제1차 세계 대전 동안 그는 하리코프에서 활동했다.
그는 우크라이나에 10월 혁명과 러시아 내전에 적극적으로 참여했다. 키르키시는 하리코프에 있는 RSDLP의 페틴스키 지구 위원회 위원장, RSDLP의 하리코프 위원회 위원, 하리코프 평의회 위원, RSDLP의 지방 위원회 위원장이었다. 1918년에 그는 모스크바 포병 공장 대학의 위원장이었다. 그는 안톤 데니킨과 네스토르 마흐노의 군대에 대항하여 싸웠다.
내전이 끝난 후 1922년까지 하리코프 주 의회 집행위원회의 부위원장을 지냈다.
1922년부터 1925년까지 그는 벨로루시아 공산당 하리코프 지방위원회의 간사였다. 1925년에 그는 CPB 중앙위원회 조직부장으로 일했다. 1925년 11월부터 1926년 11월까지 그는 CPB 하리코프 지방위원회의 간사였다.
1925년 12월부터 1926년 11월까지 벨로루시아 공산당 서기장을 지냈다.
1926년 11월부터 1927년 2월까지 소련 노동자와 농민 검사국 인민위원회 위원장과 우크라이나 공산당 중앙통제위원회 위원장을 지냈다.
1927년 2월부터 1929년 4월까지 우즈베키스탄 중앙위원회 제1서기와 중앙위원회 중앙아시아국 부주석을 지냈다.

### 사망
1932년 5월 21일, 코브로프 공구 공장을 방문한 후, 키르키시의 차는 모스크바로 돌아오는 길에 충돌했고 그와 다른 승객들은 심하게 다쳤고 치료를 위해 블라디미르에 있는 병원으로 옮겨졌지만, 결국 5월 23일, 키르키시는 부상으로 사망했다. 그의 유해는 크렘린 벽 네크로폴리스에 묻혔다.